# Турецкая палатка (Гатчина)
Туре́цкая пала́тка (другое название — Турецкая бесе́дка) — не сохранившееся до наших дней сооружение в Дворцовом парке Гатчины (ныне — Музей-заповедник «Гатчина»), архитектурный каприз «в восточном вкусе». Это был деревянный павильон, имитировавший шатёр из ткани, построенный, предположительно, по проекту А. Ф. Г. Виолье в начале 1790-х годов в составе комплекса «игр» — на площадке для развлечений и аттракционов, в той части парка, что носила название «Сад у качелей» или «Графин». Павильон был расписан художником-декоратором П. Гонзаго.
В XIX веке палатка была разобрана и на её месте по проекту А. М. Байкова была выстроена деревянная трельяжная беседка — Турецкая беседка (также — Ова́льный трелья́ж), повторявшая планировку и очертания Турецкой палатки и заимствовавшая её название. Она просуществовала до 1920-х годов. Впоследствии то место в парке, где располагалась палатка, было известно как Турецкая площадка.

## Турецкая палатка

### История
Впервые та часть парка, где затем появилась Турецкая палатка, упоминается в 1766 году. В документах дворцовой конторы за этот год встречается известие о «набережной от озера роще, которая по сторонам обнесена холстом». Впоследствии здесь были организованы так называемые «игры» — площадка для развлечений и аттракционов. Произошло это, по-видимому, в 1786 году. О «гатчинских играх» писала в своём письме от 7 ноября 1786 года императрица Екатерина II (это письмо адресовано тогдашним владельцам Гатчины — наследнику великому князю Павлу Петровичу и его жене, великой княгине Марии Фёдоровне). Князь И. М. Долгоруков, входивший в окружение наследника, писал применительно к тому же 1786 году, что в числе игр в саду Гатчины тогда были качели, кегли, свайка. Вся площадка для забав «в народном духе», по некоторым данным, называлась в конце XVIII века «Качели».
Когда в данном районе Дворцового парка появилась Турецкая палатка, точно не установлено. Одни исследователи относят это сооружение к тому периоду, когда Гатчиной владел светлейший князь Г. Г. Орлов (до 1783 года). Д. А. Кючарианц и А. Г. Раскин даже высказали предположение, что автором проекта палатки выступил итальянский архитектор А. Ринальди, работавший в усадьбе при Орлове, на том основании, что сохранился проект садовой трельяжной беседки авторства Ринальди с характерным силуэтом купола в восточном стиле. Вероятно, в связи с наличием в экстерьере палатки элемента морской тематики (гюйса), авторы также предположили, что из Турецкой палатки Григорий Орлов мог наблюдать потешные морские сражения на Белом озере.

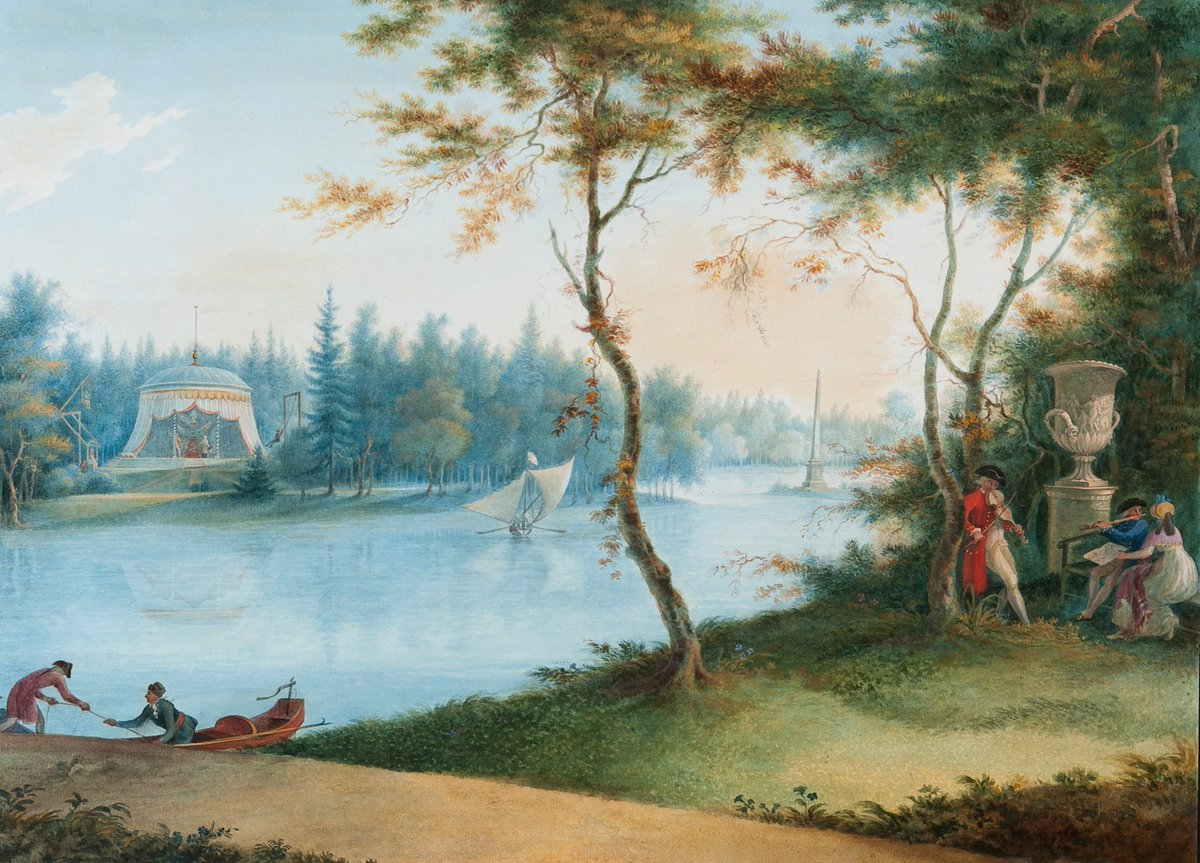
Акварель Г. С. Сергеева из «Атласа Гатчинскому дворцу с садами, зверинцами и всеми в них имеющимися строениями. Равно города и полей» (Кушелевского альбома, по имени адмирала Г. Г. Кушелева, 1798)

В других источниках строительство павильона более определённо отнесено к 1790-м годам, ко времени, когда Гатчина была резиденцией наследника престола, а затем императора Павла. По всей видимости, постройка была возведена между 1790 и 1793 годами. Немецкий путешественник И. Г. Георги в первом издании своего описания Санкт-Петербурга и окрестностей (1790 год) ничего не говорит о Турецкой палатке, однако упоминает её во втором издании, вышедшем в Риге в 1793 году.
Имя архитектора, создавшего проект данного сооружения, документально не установлено. В 1801 году автором «Большой Палатки» (фр. la Grande Tente) и «Площадки для игр» (фр. la Place des jeux) в Гатчине сам себя называл швейцарский архитектор А. Ф. Г. Виолье. Он служил при так называемом «Малом дворе» (при дворе великого князя Павла Петровича) в 1780—1791 годах, пока не попал в опалу и был вынужден уехать в Москву. В 1801 году, при воцарении Александра I, Виолье подал на его имя записку по-французски, в которой перечислил все свои заслуги.
Турецкая палатка (в ряде источников — Турецкая беседка) представляла собой архитектурный каприз «в восточном вкусе», то есть воплощала экзотические мотивы восточной архитектуры. Такие сооружения были характерны для пейзажных парков, преимущественно в последней трети XVIII века. В России распространение «турецкой» стилистики в садово-парковом искусстве было связано в том числе с событиями русско-турецких войн. После Гатчины ещё одна Турецкая палатка появилась в 1799 году в Павловске.
Новый павильон был вписан в планировку парка. В районе «Качелей» был разбит сад, являвшийся вариацией на тему регулярного парка. По данным 1793 года, он назывался «Сад у качелей». Также он имел образное наименование «Графин» (оно присутствует на одном из чертежей конца XVIII века), так как своею планировкой действительно напоминал этот сосуд. «Дно» отмечала возвышенность, на которой стояла Турецкая палатка, а в сторону Белого озера уходила длинная прямая аллея, похожая на горлышко графина. Сад «Графин» как раз и стал местом размещения парковых игр. Перед Турецкой палаткой, внутри «Графина», на круглых площадках, образованных пересечением сложно переплетённых дорожек, находились качели, карусели, места для игры в кегли, свайку и т. д. Появление в парке Турецкой палатки с участком для активного отдыха способствовало разнообразию территории дворцово-паркового ансамбля за счёт зон различного назначения.
В 1794 и 1796 годах палатка ремонтировалась (производилась, в частности, её обивка тканью изнутри). В 1797 году интерьер палатки был расписан итальянским художником-декоратором П. Гонзаго. В 1795—1796 годах было построено пять каменных лестниц, которые служили спусками с террасы, на которой стояла Турецкая палатка, в «Графин». Немного позади павильона находились две дополнительные четырёхугольные постройки. После 1796 года архитектором П. И. Старовым (сыном И. Е. Старова) был составлен план устройства на их месте двух круглых беседок.
Турецкая палатка предназначалась для отдыха и летних трапез («турецкий павильон, служащий столовым залом, на который мило взглянуть», как писал немецкий путешественник Х. Мюллер в 1810 году). Здесь часто организовывалось «кушанье на свежем воздухе» «для двора». У «Качелей» устраивались праздники с иллюминациями, при этом, чтобы иллюминировать одну только Турецкую палатку, требовалось 320 разноцветных плошек.

### Описание
«Сад у качелей» (или «Графин»), на территории которого был поставлен павильон, располагался в левобережной половине Английского сада — пейзажной части Дворцового парка, между Придворцовым участком (Серебряным лугом) и Чесменским обелиском. Палатка, таким образом, находилась севернее Кухонного каре Большого Гатчинского дворца.

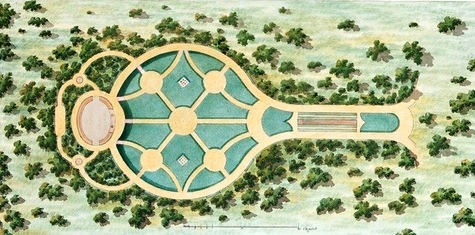
План «Графина». Г. С. Сергеев (?), 1798

Сооружение было размещено на возвышенности, которая на плане сада являлась, фактически, «дном» «Графина». Это был трёхъярусный насыпной холм в форме конуса со срезанной вершиной. «Дно» с одной стороны огибала фигурная дорожка, напоминавшая «поднос». С другой стороны было распланировано «тулово», составленное из нескольких цветников и ограниченное по окружности аллеями. Внутри него было несколько площадок, связанных аллеями, что создавало сложный узор цветников. От холма шла прямая аллея, сопрягавшаяся затем с окружными, которые все вместе переходили в одну прямую дорожку, изображавшую узкую «горловину» «Графина». Она шла к берегу Белого озера.
Сад представлял собой округлой формы наклонную поляну и затем просеку между Турецкой палаткой и берегом водоёма. Видовая ось от палатки затем продолжалась просекой, пересекающей Длинный остров, расположившийся посреди озера. Эту осевую линию на острове отмечала стоявшая на просеке мраморная ваза на постаменте (парная к ней, в рамках планировки острова, ваза была архитектурным акцентом островного мыса, отделяющего Белое озеро от Серебряного). Завершает перспективу вид Павильона Венеры на Острове Любви, на противоположном берегу Белого озера. И Турецкая палатка, и Павильон Венеры хорошо просматривались с Дежурной аллеи, идущей по западному берегу водоёма от района дворца в направлении Лесной оранжереи.

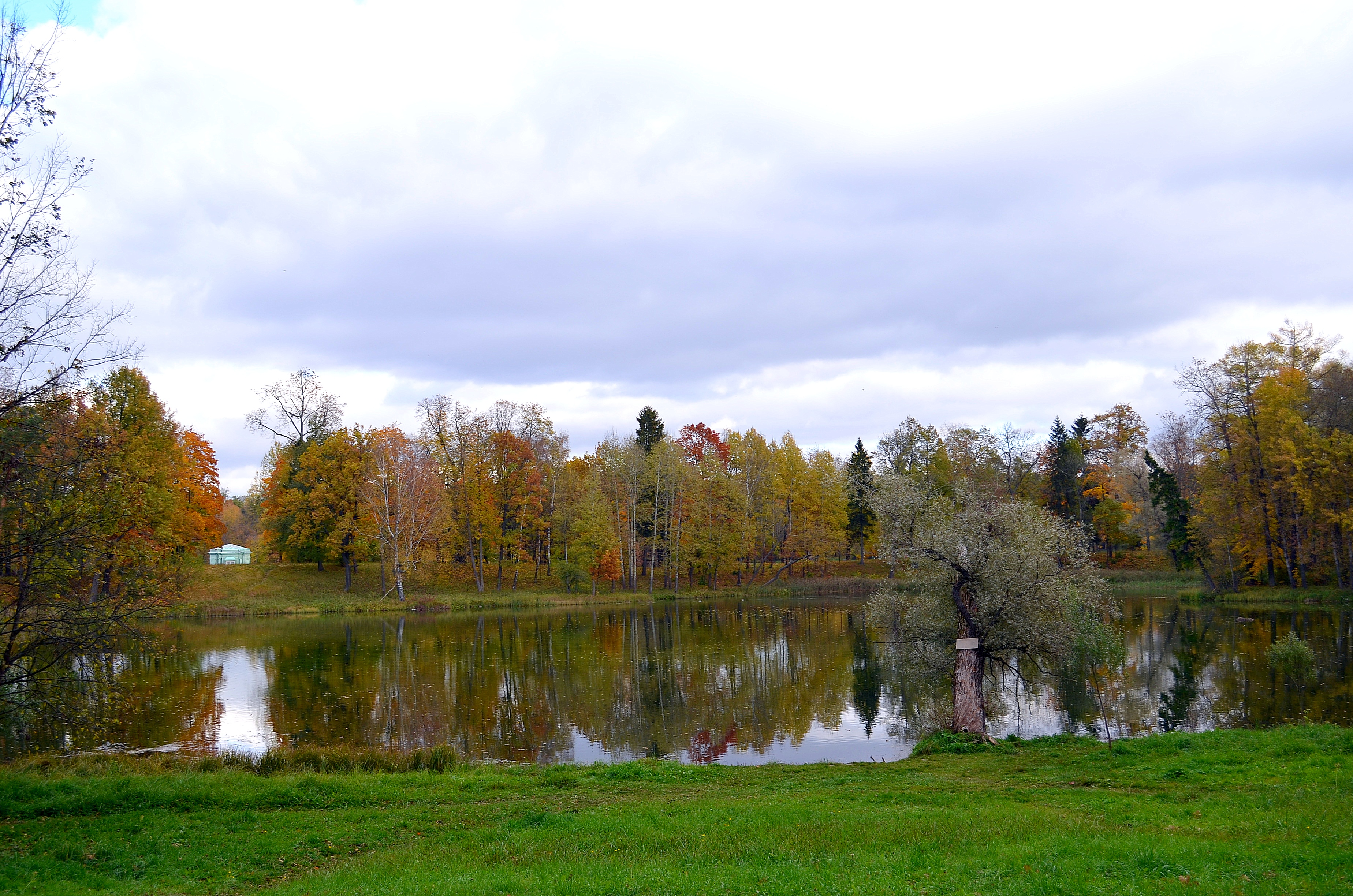
Вид с Дежурной аллеи на просеку Длинного острова, где стояла ваза, и Павильон Венеры

Турецкая палатка, таким образом, визуально уравновешивала Павильон Венеры в композиции парка. Смысловым содержанием подобного объединения этих построек в рамках одной перспективной линии, возможно, было намерение «свести вместе» мифологических Марса (в декоре палатки была представлена воинская тематика) и Венеру. Не исключено, что необходимость в строительстве какого-либо объекта на вершине «Графина» возникла после создания Павильона Венеры (он был построен в 1792—1793 годах), чтобы замкнуть перспективу.
Представление о том, как воспринималась сама Турецкая палатка издалека, даёт описание барона Б. Б. Кампенгаузена из его книги 1797 года о Санкт-Петербургской губернии:
«…на возвышении, в конце широкой аллеи, открывается вид на турецкую палатку. По мере приближения к ней иллюзия постепенно рассеивается, и вместо разбитой палатки с удивлением обнаруживаем неподвижное здание, имеющее лишь таковую форму».

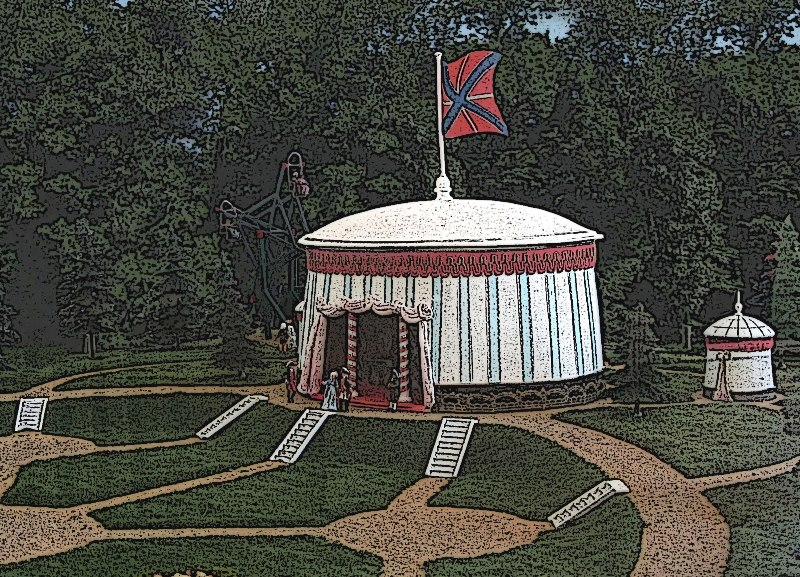
Турецкая палатка, современная реконструкция

Турецкая палатка представляла собой павильон из дерева, выполненный в виде тканого шатра и расписанный яркими красками. Шатёр имел разноцветные вертикальные полосы на пологе. По верхнему краю полога шла широкая горизонтальная полоса из золочёных фестонов. Вход отмечали два обвитых лентами столба, края палатки у входа были выделены каймой золотого цвета. Палатка имела пристройку и окошки. На окнах палатки, судя по документам, были подзоры из тафты на бумазее, с бахромой и кистями, на окнах пристройки — подзоры из кисеи на алой китайке, тоже с бахромой и кистями.
Изнутри сооружение было первоначально обито тканью. По данным 1794 года, на это ушло 100 аршин парусины, в 1796 году — 124 аршина толстого полотна. Выполненная впоследствии роспись интерьера, возможно, изображала военные трофеи — кирасу со шлемом в окружении знамён.
Венчал постройку золочёный флагшток с гюйсом Российского императорского флота. Вероятно, его появление было связано с тем, что владелец Гатчины император Павел I был генерал-адмиралом флота. Смысл сочетания «турецкого» стиля павильона и флотского флага заключался, видимо, в том, чтобы представить Турецкую палатку своего рода памятником победам над Османской империей, в частности, над турецким флотом — аналогично находящемуся неподалёку Чесменскому обелиску.

## Турецкая беседка и Турецкая площадка
В XIX веке «игры» в «Саду у качелей» были ликвидированы. Турецкая палатка за ветхостью была разобрана; возможно, это произошло в 1830-х годах. Во всяком случае, к моменту строительства на том же месте нового объекта прежний павильон уже перестал существовать. В 1844 либо 1854 году по проекту архитектора А. М. Байкова здесь была построена деревянная трельяжная беседка. Эта беседка (Овальный трельяж), оплетённая зарослями акации, повторяла план и очертания Турецкой палатки. От неё же она унаследовала своё название.
В 1915 году архитектором Л. М. Харламовым был разработан план размещения на месте бывших «игр» теннисной площадки. По-видимому, он не был реализован. В 1917 году была разбита мраморная ваза, стоявшая на Длинном острове на одной оси с Турецкой беседкой, от неё остался только постамент. В 1920-х годах прекратила своё существование и сама беседка. Впоследствии это место в парке было известно как Турецкая площадка. До Великой Отечественной войны на возвышенности стояла эстрада, а на площадке ниже устраивались танцы.
«…так называемую „Турецкую площадку“ посещают многие трудящиеся города, но их отдых отравляют завсегдатаи ресторана, расположенного рядом. Этот ресторан давно стал убежищем местных хулиганов и тунеядцев. И посетители „Турецкой площадки“ вполне обоснованно обвиняют органы милиции в недостаточной охране отдыха трудящихся, в либеральном отношении к нарушителям общественного порядка».— Газета «Красногвардейская правда», 1940 год
В послевоенный период в районе бывшей Турецкой беседки находился деревянный павильон для танцев, рядом были устроены качели, на берегу озера располагалась лодочная станция. В 1970-х годах по инициативе главного хранителя Дворцового парка А. С. Ёлкиной была предпринята попытка восстановления исторической планировки «Графина», однако потом данный участок парка не использовался и опять зарос травой, кустарником, молодыми деревьями. Вновь это место было расчищено во время работ в парке в 2010-х годах. В последующие годы на месте бывшей Турецкой палатки администрацией ГМЗ «Гатчина» устраивались концерты.